# Систематическая номенклатура алкенов
В соответствии с правилами ИЮПАК при построении алкенов наиболее длинная углеродная цепь, содержащая двойную связь, получает название соответствующего алкана, в котором суффикс -ан заменён на -ен.

Бутен-1 (бутилен-1)

Эта цепь нумеруется таким образом, чтобы углеродные атомы, участвующие в образовании двойной связи, получили номера, наименьшие из возможных.

Радикалы называются и нумеруются, как и в случае алканов. Для алкенов сравнительно простого строения разрешается применять более простые названия. Так, некоторые наиболее часто встречающиеся алкены называют, добавляя суффикс -ен к названию углеводородного радикала (этилен, пропилен, бутилен и другие).

Углеводородные радикалы, образованные из алкенов, получают суффикс -енил. Нумерация в радикале начинается от углеродного атома, имеющего свободную валентность. Однако, для простейших алкенильных радикалов вместо систематических названий разрешается использовать тривиальные (винил (этенил), аллил (2-пропенил)).